# Griechische Euromünzen
Die griechischen Euromünzen sind die in Griechenland in Umlauf gebrachten Euromünzen der gemeinsamen europäischen Währung Euro. Am 1. Januar 2001 trat Griechenland der Eurozone bei, womit die Einführung des Euros als zukünftiges Zahlungsmittel gültig wurde.

## Umlaufmünzen
Griechische Euromünzen haben ein unterschiedliches Motiv auf jeder der acht Münzen. Alle wurden entworfen von Georgios Stamatopoulos, wobei die kleinen Münzen Schiffe darstellen, die mittleren bekannte Griechen und die beiden großen Münzen Beispiele der griechischen Geschichte und Mythologie zeigen. Alle Münzen zeigen die zwölf Sterne der EU und das Prägejahr. Einzigartig ist, dass die Währungsbezeichnung auf den griechischen Münzen in griechischen Buchstaben angegeben wird und anstelle von Cent die Bezeichnung ΛΕΠΤΟ (LEPTO) bzw. der Plural ΛΕΠΤΑ (LEPTA) verwendet wird. Wörtlich übersetzt bedeutet Lepto dünnes Geld.
Die acht Motive der griechischen Euromünzen sind:
- 1 Cent: Eine attische Triere aus dem 5. Jahrhundert v. Chr.
- 2 Cent: Eine Korvette (oder dromon) aus dem frühen 19. Jahrhundert
- 5 Cent: Ein moderner Tanker, ein Symbol für die griechische Wirtschaft
- 10 Cent: Rigas Velestinlis, 1757–1798, griechischer Dichter, nach einem Gemälde Peter von Hess’ (1792–1871)[3]
- 20 Cent: Ioannis Kapodistrias, 1776–1831, griechischer Staatsmann, nach einem Gemälde Dionysios Tsokos’ (1820–1862)[4]
- 50 Cent: Eleftherios Venizelos, 1864–1936, griechischer Politiker, Darstellung nach einem Foto[5]
- 1 Euro: Rückseite einer athenischen 4-Drachmen-Münze aus dem 5. Jahrhundert v. Chr.[6] Abgebildet sind der Steinkauz und ein Olivenzweig
- 2 Euro: Die „Entführung der Europa“ durch Zeus in Gestalt eines Stieres, nach einem römischen Bodenmosaik aus Sparta, 3. Jahrhundert

Griechenland wurde erst sehr spät in die Währungsunion aufgenommen. Da Griechenland in dieser kurzen Zeit die vorgeschriebene Mindestmenge an Münzen nicht prägen konnte, wurde ein Teil der Münzen von anderen Ländern geprägt („Fremdprägung“). Diese Münzen haben in einem der zwölf Sterne einen Länderkennungsbuchstaben eingeprägt: die 1-, 2-, 5-, 10- und 50-Cent-Münzen den Buchstaben F (France) für Frankreich, die 20-Cent-Münze E (España) für Spanien, die 1- und 2-Euro-Münzen die Prägung S (Suomi) für Finnland. Nachfolgende Münzen werden in der griechischen Münzprägestätte in Chalandri bei Athen geprägt und tragen als Münzzeichen eine Palmette.
Wie die meisten Euroländer prägt Griechenland bereits seit 2007 seine Euromünzen mit der neu gestalteten Vorderseite (neue Europakarte).
| 0,01 €                     | 0,02 €                    | 0,05 €                                |
| -------------------------- | ------------------------- | ------------------------------------- |
| 1 Cent Griechenland        | 2 Cent Griechenland       | 5 Cent Griechenland                   |
| Attische Triere            | Korvette                  | Moderner Tanker                       |
| 0,10 €                     | 0,20 €                    | 0,50 €                                |
| 10 Cent Griechenland       | 20 Cent Griechenland      | 50 Cent Griechenland                  |
| Rigas Velestinlis          | Ioannis Kapodistrias      | Eleftherios Venizelos                 |
| 1,00 €                     | 2,00 €                    | Rand der 2-€-Münze                    |
| 1 Euro Griechenland        | 2 Euro Griechenland       |                                       |
| 4-Drachmen-Münze Steinkauz | Die Entführung der Europa | „Hellenische Republik“ auf Griechisch |

### Einklang mit den Gestaltungsrichtlinien
Die griechischen Euromünzen entsprechen, durch den fehlenden Hinweis auf das ausgebende Land, nicht vollständig den Gestaltungsrichtlinien der Europäischen Kommission von 2008. In diesen sind Empfehlungen für die Gestaltung der nationalen Seiten der Kursmünzen festgelegt. Die Länder, deren Münzen den Empfehlungen noch nicht entsprechen, können die notwendigen Anpassungen jederzeit vornehmen; bis spätestens zum 20. Juni 2062 müssen sie diese vollziehen.

## 2-Euro-Gedenkmünzen
| Nr. | Bild                                                                            | Ausgabedatum Bildreferenz | Anlass                                                                                      | Amtsblatt Referenz | Auflage    |
| --- | ------------------------------------------------------------------------------- | ------------------------- | ------------------------------------------------------------------------------------------- | ------------------ | ---------- |
| 1   |                                                                                 | 14. Mai 2004              | Olympische Sommerspiele 2004 in Athen                                                       | [ 12 ] [ 13 ]      | 35.000.000 |
| 2   |                                                                                 | 26. März 2007             | 50. Jahrestag der Unterzeichnung des Vertrags von Rom Euro-13-Gemeinschaftsausgabe          | [ 15 ] [ 16 ]      | 03.978.549 |
| 3   |                                                                                 | 2. Januar 2009            | Zehnjähriges Bestehen der Wirtschafts- und Währungsunion (WWU) Euro-16-Gemeinschaftsausgabe | [ 18 ] [ 19 ]      | 04.000.000 |
| 4   |                                                                                 | 25. Oktober 2010          | 2500 Jahre Schlacht von Marathon                                                            | [ 21 ] [ 22 ]      | 02.500.000 |
| 5   |                                                                                 | 30. Mai 2011              | XIII. Special Olympics 2011 in Athen                                                        | [ 24 ] [ 25 ]      | 01.000.000 |
| 6   |                                                                                 | 2. Januar 2012            | 10. Jahrestag der Einführung des Euro-Bargelds Euro-17-Gemeinschaftsausgabe                 | [ 27 ] [ 28 ]      | 01.000.000 |
| 7   |                                                                                 | 1. Oktober 2013           | 100. Jahrestag der Vereinigung Kretas mit Griechenland                                      | [ 30 ] [ 31 ]      | 00.754.000 |
| 8   |                                                                                 | 1. Oktober 2013           | 2400. Jahrestag der Gründung der Platonischen Akademie                                      | [ 33 ] [ 34 ]      | 00.754.000 |
| 9   |                                                                                 | 24. September 2014        | 400. Todestag von Domínikos Theotokópoulos                                                  | [ 36 ] [ 37 ]      | 00.750.000 |
| 10  |                                                                                 | 24. September 2014        | 150. Jahrestag der Vereinigung der Ionischen Inseln mit Griechenland                        | [ 39 ] [ 40 ]      | 00.750.000 |
| 11  |                                                                                 | 23. Dezember 2015         | 75. Todestag von Spyros Louis                                                               | [ 42 ] [ 43 ]      | 00.750.000 |
| 12  |                                                                                 | 23. Dezember 2015         | Dreißigjähriges Bestehen der EU-Flagge Euro-19-Gemeinschaftsausgabe                         | [ 45 ] [ 46 ]      | 00.750.000 |
| 13  |                                                                                 | 16. Dezember 2016         | 150. Jahrestag des Brandes im Kloster Arkadi                                                | [ 48 ] [ 49 ]      | 00.750.000 |
| 14  |                                                                                 | 16. Dezember 2016         | 120. Geburtstag von Dimitri Mitropoulos                                                     | [ 51 ] [ 52 ]      | 00.750.000 |
| 15  |                                                                                 | 10. Juli 2017             | 60. Todestag von Nikos Kazantzakis                                                          | [ 54 ] [ 55 ]      | 00.750.000 |
| 16  |                                                                                 | 12. Oktober 2017          | Archäologische Ausgrabungsstätte Philippi                                                   | [ 57 ] [ 58 ]      | 00.750.000 |
| 17  |                                                                                 | 25. Oktober 2018          | 75. Todestag von Kostis Palamas                                                             | [ 60 ] [ 61 ]      | 00.750.000 |
| 18  |                                                                                 | 25. Oktober 2018          | 70. Jahrestag der Vereinigung des Dodekanes mit Griechenland                                | [ 63 ] [ 64 ]      | 00.750.000 |
| 19  |                                                                                 | 11. Juli 2019             | 100. Geburtstag von Manolis Andronikos                                                      | [ 66 ] [ 67 ]      | 00.750.000 |
| 20  |                                                                                 | 11. Juli 2019             | 150. Todestag von Andreas Kalvos                                                            | [ 69 ] [ 70 ]      | 00.750.000 |
| 21  |                                                                                 | 30. Juni 2020             | 2500. Jahrestag der Schlacht bei den Thermopylen                                            | [ 72 ] [ 73 ]      | 00.750.000 |
| 22  |                                                                                 | 16. Juli 2020             | 100. Jahrestag der Vereinigung Thrakiens mit Griechenland                                   | [ 75 ] [ 76 ]      | 00.750.000 |
| 23  |                                                                                 | 22. April 2021            | 200. Jahrestag der Griechischen Revolution                                                  | [ 78 ] [ 79 ]      | 01.500.000 |
| 24  |                                                                                 | 1. Juli 2022              | 200. Jahrestag der ersten Verfassung von Griechenland                                       | [ 81 ] [ 82 ]      | 00.750.000 |
| 25  |                                                                                 | 1. Juli 2022              | 35 Jahre Erasmus-Programm Euro-19-Gemeinschaftsausgabe                                      | [ 84 ] [ 85 ]      | 00.750.000 |
| 26  | 2023 Greek 2 euro commemorative coin „100 Years from the Birth of Maria Callas“ | 27. Juni 2023             | 100 Jahre seit der Geburt von Maria Callas                                                  | [ 87 ] [ 88 ]      | 00.750.000 |
| 27  |                                                                                 | 28. September 2023        | 150. Geburtstag von Constantin Carathéodory                                                 | [ 90 ] [ 91 ]      | 00.750.000 |
| 28  |                                                                                 | 17. Juni 2024             | 150. Geburtstag von Penelope Delta                                                          | [ 92 ] [ 93 ]      | 00.750.000 |
| 29  |                                                                                 | 17. Juni 2024             | 50. Jahrestag der Wiederherstellung der Demokratie in Griechenland                          | [ 94 ] [ 95 ]      | 00.750.000 |

## Sammlermünzen
Es folgt eine Auflistung aller Sammlermünzen Griechenlands bis 2021.

### 1,5 Euro
| Abbildung                                                                                                   | Abbildung | Thema der 1,5-Euro-Münze                                   | Ausgabedatum       | Entwurf der Wertseite / Entwurf der Bildseite | Auflage |
| Wertseite                                                                                                   | Bildseite | Thema der 1,5-Euro-Münze                                   | Ausgabedatum       | Entwurf der Wertseite / Entwurf der Bildseite | Auflage |
| --- | --------- | ---------------------------------------------------------- | ------------------ | --------------------------------------------- | ------- |
| Material: 89 % Kupfer, 5 % Aluminium, 5 % Zink, 1 % Zinn – Durchmesser: 40 mm – Masse: 21,9 g – Rand: glatt |           |                                                            |                    |                                               |         |
| |           | Fabeln von Äsop – Die Schildkröte und der Hase (Farbmünze) | 30. September 2024 |                                               | 3.500   |

### 5 Euro
| Abbildung | Abbildung | Thema der 5-Euro-Münze                                              | Ausgabedatum      | Entwurf der Wertseite / Entwurf der Bildseite | Auflage |
| Wertseite | Bildseite | Thema der 5-Euro-Münze                                              | Ausgabedatum      | Entwurf der Wertseite / Entwurf der Bildseite | Auflage |
| --- | --------- | ------------------------------------------------------------------- | ----------------- | --------------------------------------------- | ------- |
| Material: 70 % Kupfer, 18 % Zink, 12 % Nickel – Durchmesser: 30,5 mm – Masse: 18,8 g – Rand: glatt                                                                |           |                                                                     |                   |                                               |         |
| |           | 150. Geburtstag von Konstantinos Kavafis                            | 12. Dezember 2013 | Georgios Stamatopoulos                        | 010.000 |
| |           | 200 Jahre Geheimbund zur Befreiung Griechenlands (Filiki Eteria)    | 16. Dezember 2014 | Georgios Stamatopoulos                        | 007.500 |
| |           | 100. Geburtstag von Vasilis Tsitsanis                               | 13. November 2015 | Georgios Stamatopoulos                        | 007.500 |
| |           | 100. Geburtstag von Yannis Moralis                                  | 31. Oktober 2016  | Georgios Stamatopoulos                        | 006.500 |
| |           | 175. Geburtstag von Nikolaus Gysis                                  | 12. Dezember 2017 | Georgios Stamatopoulos                        | 005.000 |
| |           | 100 Jahre Hinterlegungs- und Darlehenskasse                         | 19. März 2019     | Georgios Stamatopoulos                        | 005.000 |
| |           | Einheimische Flora Griechenlands – Tulipa goulimyi                  | 8. Oktober 2019   | Georgios Stamatopoulos                        | 005.000 |
| Material: 33,3 % Silber – Durchmesser: 31 mm – Masse: 17 g – Rand: glatt                                                                                          |           |                                                                     |                   |                                               |         |
| |           | Einheimische Flora Griechenlands – Iris hellenica                   | 2020              | Maria Antonatou                               | 005.000 |
| |           | 150. Geburtstag des Malers Theofilos – Erotokritos und Arethousa    | 2020              | Georgios Stamatopoulos                        | 005.000 |
| |           | 100 Jahre Universität für Wirtschaft und Handel in Athen            | 2020              | Georgios Stamatopoulos                        | 006.000 |
| |           | Einheimische Flora Griechenlands – Campanula saxatilis              | 2021              |                                               | 005.000 |
| |           | Einheimische Flora Griechenlands – Paeonia parnassica               | 2022              |                                               | 005.000 |
| |           | 200 Jahre Massaker von Chios                                        | 2022              | Georgios Stamatopoulos / Maria Antonatou      | 005.000 |
| |           | Endemische Flora Griechenlands – Fritillaria davisii                | 3. Oktober 2023   |                                               | 005.000 |
| |           | 200 Jahre Schlacht von Karpenisi                                    | 21. November 2023 |                                               | 005.000 |
| |           | 200. Jahrestag der Zerstörung von Kasos                             | Mai 2024          |                                               | 003.000 |
| |           | 200 Jahre Schlacht von Samos                                        | 16. Juli 2024     |                                               | 002.000 |
| Material: 92,5 % Silber – Durchmesser: 31 mm – Masse: 17 g – Rand: glatt                                                                                          |           |                                                                     |                   |                                               |         |
| |           | Gefährdete Fauna Griechenlands – Mittelmeer-Mönchsrobbe (Farbmünze) | 12. November 2024 |                                               | 003.000 |
| Material: 92,5 % Silber – Durchmesser: 30 mm – Masse: 10 g – Rand: glatt                                                                                          |           |                                                                     |                   |                                               |         |
| |           | Myrtis                                                              | 2020              | Georgios Stamatopoulos                        | 002.500 |
| |           | Bevölkerung – Volkszählung                                          | 2021              |                                               | 002.500 |
| Material: Tri-Metall: Kern – Kupfer-Nickel-Legierung, Innenring – Polymer, Außenring – Kupfer-Nickel-Legierung – Durchmesser: 27,25 mm – Masse: 9 g – Rand: glatt |           |                                                                     |                   |                                               |         |
| |           | Die ersten Münzen des griechischen Staates – Phönix von 1828        | 2021              |                                               | 125.000 |
| |           | Die ersten Münzen des griechischen Staates – Drachme von 1832       | 2021              |                                               | 125.000 |

### 6 Euro
| Abbildung                                                                                | Abbildung | Thema der 6-Euro-Münze                                                  | Ausgabedatum       | Entwurf der Wertseite / Entwurf der Bildseite | Auflage Polierte Platte |
| Wertseite                                                                                | Bildseite | Thema der 6-Euro-Münze                                                  | Ausgabedatum       | Entwurf der Wertseite / Entwurf der Bildseite | Auflage Polierte Platte |
| ---------------------------------------------------------------------------------------- | --------- | ----------------------------------------------------------------------- | ------------------ | --------------------------------------------- | ----------------------- |
| Material: 92,5 % Silber, 7,5 % Kupfer – Durchmesser: 28,5 mm – Masse: 10 g – Rand: glatt |           |                                                                         |                    |                                               |                         |
|                                                                                          |           | Internationales Jahr des Lichts 2015                                    | 22. September 2015 | Maria Antonatou / Georgios Stamatopoulos      | 1.000                   |
|                                                                                          |           | 50 Jahre Fernsehen in Griechenland                                      | 15. September 2016 | Maria Antonatou / Georgios Stamatopoulos      | 1.500                   |
|                                                                                          |           | Internationales Jahr des nachhaltigen Tourismus                         | 16. November 2017  | Maria Antonatou / Georgios Stamatopoulos      | 1.500                   |
|                                                                                          |           | 100. Jahrestag der griechischen mathematischen Gesellschaft (Farbmünze) | 20. Dezember 2018  | Maria Antonatou / Georgios Stamatopoulos      | 1.500                   |
|                                                                                          |           | 50 Jahre Mondlandung (Farbmünze)                                        | 30. Oktober 2019   | Georgios Stamatopoulos                        | 1.200                   |
|                                                                                          |           | 75 Jahre Gründung der griechischen Radiogesellschaft (Farbmünze)        | 2020               | Maria Antonatou                               | 1.200                   |
|                                                                                          |           | Internationales Jahr der handwerklichen Fischerei und Aquakultur        | 2022               |                                               | 2.000                   |
|                                                                                          |           | Eleusis – Kulturhauptstadt Europas 2023                                 | 5. September 2023  |                                               | 2.000                   |
|                                                                                          |           | 50 Jahre Studentenaufstand am Athener Polytechnikum (Farbmünze)         | 7. November 2023   |                                               | 2.000                   |
|                                                                                          |           | 20. Todesjahr von Antonis Samarakis                                     | 2023               |                                               | 1.000                   |
|                                                                                          |           | 150 Jahre Weltpostverein (Farbmünze)                                    | 10. September 2024 |                                               | 1.000                   |
|                                                                                          |           | 100. Geburtstag von Evgenios Spatharis (Farbmünze)                      | 19. September 2024 |                                               | 1.500                   |
| Material: 92,5 % Silber, 7,5 % Kupfer – Durchmesser: 30 mm – Masse: 10 g – Rand: glatt   |           |                                                                         |                    |                                               |                         |
|                                                                                          |           | Griechische Ökonomen – Andreas Andreadis                                | 15. Januar 2018    | Georgios Stamatopoulos                        | 1.500                   |
|                                                                                          |           | Griechische Ökonomen – Angelos Angelopoulos                             | 15. Januar 2018    | Georgios Stamatopoulos                        | 1.500                   |
|                                                                                          |           | Griechische Ökonomen – Sakis Karagiorgas                                | 15. Januar 2018    | Georgios Stamatopoulos                        | 1.500                   |
|                                                                                          |           | Griechische Ökonomen – Ioannis Pesmazoglou                              | 15. Januar 2018    | Georgios Stamatopoulos                        | 1.500                   |
|                                                                                          |           | Griechische Ökonomen – Kyriakos Varvaressos                             | 15. Januar 2018    | Georgios Stamatopoulos                        | 1.500                   |
|                                                                                          |           | Griechische Ökonomen – Xenophon Zolotas                                 | 15. Januar 2018    | Georgios Stamatopoulos                        | 1.500                   |

Die Serie zu den griechischen Ökonomen wurde im Jahr 2019 mit der Jahreszahl 2018 auf der Münze in 1.500 Sets verausgabt.

### 10 Euro
Die 10-Euro-Gedenkmünzen Griechenlands wurden in unterschiedlichen Formaten herausgegeben. So gab es von 2003 bis 2012 kleinere Münzen mit einem gekerbten Rand, die weitestgehend für die Emission in Münzsätzen vorgesehen waren. Parallel dazu gab es größere Stücke mit glattem Rand, die seit 2003 herausgegeben werden.
| Abbildung | Abbildung | Thema der 10-Euro-Münze                                                                                | Ausgabedatum                                       | Entwurf / Modell                            | Auflage Polierte Platte |
| Wertseite | Bildseite | Thema der 10-Euro-Münze                                                                                | Ausgabedatum                                       | Entwurf / Modell                            | Auflage Polierte Platte |
| --- | --------- | --- | -------------------------------------------------- | ------------------------------------------- | ----------------------- |
| Material: 92,5 % Silber, 7,5 % Kupfer – Durchmesser: 28,25 mm – Masse: 9,75 g – Rand: glatt mit fünf Doppelkerben – Ausgabe im KMS               |           | |                                                    |                                             |                         |
| |           | Griechische Ratspräsidentschaft Januar bis Juni 2003                                                   | 23. Juni 2003 (im KMS) 20. November 2003 (einzeln) | Georgios Stamatopoulos                      | 75.000 (50.000 in KMS)  |
| |           | 50 Jahre Nationalpark Olympos – Kampf der Titanen                                                      | 9. Januar 2006                                     | Georgios Stamatopoulos                      | 25.000 nur in KMS       |
| |           | Patras – Europäische Kulturhauptstadt 2006                                                             | 18. September 2006                                 | Georgios Stamatopoulos                      | 25.000 nur in KMS       |
| |           | 30. Todestag von Maria Callas                                                                          | 13. August 2007                                    | Georgios Stamatopoulos                      | 05.000 nur in KMS       |
| |           | 50. Todestag von Nikos Kazantzakis                                                                     | 13. August 2007                                    | Georgios Stamatopoulos                      | 05.000 nur in KMS       |
| |           | Eröffnung des Akropolismuseums                                                                         | 10. Dezember 2008                                  | Georgios Stamatopoulos                      | 10.000 nur in KMS       |
| |           | Internationales Jahr der Astronomie 2009                                                               | 26. Oktober 2009                                   | Georgios Stamatopoulos                      | 05.000 nur in KMS       |
| |           | 100. Geburtstag von Giannis Ritsos                                                                     | 26. Oktober 2009                                   | Georgios Stamatopoulos                      | 05.000 nur in KMS       |
| |           | Internationales Jahr der biologischen Vielfalt                                                         | 13. Dezember 2010                                  | Georgios Stamatopoulos                      | 05.000 nur in KMS       |
| |           | 100. Geburtstag von Sofia Vembo                                                                        | 13. Dezember 2010                                  | Georgios Stamatopoulos                      | 05.000 nur in KMS       |
| |           | Special Olympics 2011 in Athen – Panathinaiko-Stadion                                                  | 30. Mai 2011                                       | Georgios Stamatopoulos                      | 07.500 nur in KMS       |
| |           | Special Olympics 2011 in Athen – Akropolis                                                             | 30. Mai 2011                                       | Georgios Stamatopoulos                      | 07.500 nur in KMS       |
| |           | 50. Todestag von Georgios Papanikolaou                                                                 | 10. September 2012                                 | Georgios Stamatopoulos                      | 10.000 nur in KMS       |
| Material: 92,5 % Silber, 7,5 % Kupfer – Durchmesser: 40 mm – Masse: 34,1 g – Rand: glatt                                                         |           | |                                                    |                                             |                         |
| |           | XXVIII. Olympische Sommerspiele in Athen – Sprint                                                      | 3. März 2003                                       | Panagiotis Gravvalos / Konstantinos Kazakos | 68.000                  |
| |           | XXVIII. Olympische Sommerspiele in Athen – Diskuswurf                                                  | 3. März 2003                                       | Panagiotis Gravvalos / Konstantinos Kazakos | 68.000                  |
| |           | XXVIII. Olympische Sommerspiele in Athen – Speerwurf                                                   | 2. Juni 2003                                       | Panagiotis Gravvalos / Konstantinos Kazakos | 68.000                  |
| |           | XXVIII. Olympische Sommerspiele in Athen – Weitsprung                                                  | 2. Juni 2003                                       | Panagiotis Gravvalos / Konstantinos Kazakos | 68.000                  |
| |           | XXVIII. Olympische Sommerspiele in Athen – Staffellauf                                                 | 1. September 2003                                  | Panagiotis Gravvalos / Konstantinos Kazakos | 68.000                  |
| |           | XXVIII. Olympische Sommerspiele in Athen – Reiten                                                      | 1. September 2003                                  | Panagiotis Gravvalos / Konstantinos Kazakos | 68.000                  |
| |           | XXVIII. Olympische Sommerspiele in Athen – Rhythmische Sportgymnastik                                  | 3. November 2003                                   | Panagiotis Gravvalos / Konstantinos Kazakos | 68.000                  |
| |           | XXVIII. Olympische Sommerspiele in Athen – Schwimmen                                                   | 3. November 2003                                   | Panagiotis Gravvalos / Konstantinos Kazakos | 68.000                  |
| |           | XXVIII. Olympische Sommerspiele in Athen – Gewichtheben                                                | 1. März 2004                                       | Panagiotis Gravvalos / Konstantinos Kazakos | 68.000                  |
| |           | XXVIII. Olympische Sommerspiele in Athen – Ringen                                                      | 1. März 2004                                       | Panagiotis Gravvalos / Konstantinos Kazakos | 68.000                  |
| |           | XXVIII. Olympische Sommerspiele in Athen – Handball                                                    | 31. Mai 2004                                       | Panagiotis Gravvalos / Konstantinos Kazakos | 68.000                  |
| |           | XXVIII. Olympische Sommerspiele in Athen – Fußball                                                     | 31. Mai 2004                                       | Panagiotis Gravvalos / Konstantinos Kazakos | 68.000                  |
| |           | XXVIII. Olympische Sommerspiele in Athen – Fackellauf in Amerika                                       | 15. Juni 2004                                      | Panagiotis Gravvalos / Konstantinos Kazakos | 10.000                  |
| |           | XXVIII. Olympische Sommerspiele in Athen – Fackellauf in Afrika                                        | 15. Juni 2004                                      | Panagiotis Gravvalos / Konstantinos Kazakos | 10.000                  |
| |           | XXVIII. Olympische Sommerspiele in Athen – Fackellauf in Asien                                         | 15. Juni 2004                                      | Panagiotis Gravvalos / Konstantinos Kazakos | 10.000                  |
| |           | XXVIII. Olympische Sommerspiele in Athen – Fackellauf in Australien                                    | 15. Juni 2004                                      | Panagiotis Gravvalos / Konstantinos Kazakos | 10.000                  |
| |           | 50 Jahre Nationalpark Olympos – Ausgrabungsstätte Dion                                                 | 18. September 2006                                 | Georgios Stamatopoulos                      | 05.000                  |
| |           | 50 Jahre Nationalpark Olympos – Zeusstatue                                                             | 18. September 2006                                 | Georgios Stamatopoulos                      | 05.000                  |
| |           | Nationalpark Pindos – Schwarzkiefernwald im Nationalpark Valia Calda                                   | 13. August 2007                                    | Georgios Stamatopoulos                      | 05.000                  |
| |           | Nationalpark Pindos – Ohrenlerchen und Pindoslilien                                                    | 13. August 2007                                    | Georgios Stamatopoulos                      | 05.000                  |
| |           | Special Olympics 2011 in Athen – Fackelläufer                                                          | 20. Juni 2011                                      | Georgios Stamatopoulos                      | 02.000                  |
| |           | Special Olympics 2011 in Athen – Höhepunkt einer Veranstaltung                                         | 20. Juni 2011                                      | Georgios Stamatopoulos                      | 02.000                  |
| |           | Griechische Philosophen – Sokrates                                                                     | 12. November 2012                                  | Georgios Stamatopoulos                      | 05.000                  |
| |           | Griechische Dichter – Aischylos                                                                        | 12. November 2012                                  | Georgios Stamatopoulos                      | 05.000                  |
| |           | Griechische Philosophen – Pythagoras                                                                   | 29. Juli 2013                                      | Georgios Stamatopoulos                      | 01.000                  |
| |           | Griechische Dichter – Sophokles                                                                        | 26. August 2013                                    | Georgios Stamatopoulos                      | 01.000                  |
| |           | Griechische Medizin – Hippokrates                                                                      | 19. Dezember 2013                                  | Georgios Stamatopoulos                      | 01.200                  |
| |           | Griechische Ratspräsidentschaft Januar – Juni 2014                                                     | 31. März 2014                                      | Georgios Stamatopoulos                      | 05.000                  |
| |           | Griechische Philosophen – Aristoteles                                                                  | 10. Juni 2014                                      | Georgios Stamatopoulos                      | 01.200                  |
| |           | Griechische Dichter – Euripides                                                                        | 10. Juni 2014                                      | Georgios Stamatopoulos                      | 01.200                  |
| |           | Griechische Philosophen – Archimedes                                                                   | 31. März 2015                                      | Georgios Stamatopoulos                      | 01.500                  |
| |           | Griechische Dichter – Aristophanes                                                                     | 22. Juni 2015                                      | Georgios Stamatopoulos                      | 01.500                  |
| |           | Griechische Philosophen – Demokrit                                                                     | 12. Mai 2016                                       | Georgios Stamatopoulos                      | 02.000                  |
| |           | Griechische Dichter – Menander                                                                         | 28. September 2016                                 | Georgios Stamatopoulos                      | 02.000                  |
| |           | Griechische Philosophen – Diogenes von Sinope                                                          | 3. April 2017                                      | Georgios Stamatopoulos                      | 02.000                  |
| |           | Griechische Dichter – Sappho                                                                           | 1. Juni 2017                                       | Georgios Stamatopoulos                      | 02.000                  |
| |           | Griechische Geschichtsschreiber – Herodot                                                              | 1. Juni 2018                                       | Georgios Stamatopoulos                      | 02.000                  |
| |           | Griechische Dichter – Pindar                                                                           | 11. Juli 2018                                      | Georgios Stamatopoulos                      | 02.000                  |
| |           | Griechische Geschichtsschreiber – Thukydides                                                           | 13. Juni 2019                                      | Georgios Stamatopoulos                      | 02.000                  |
| |           | Griechische Dichter – Alkaios von Lesbos                                                               | 17. September 2019                                 | Georgios Stamatopoulos                      | 02.000                  |
| |           | 2.500 Jahre Schlacht von Salamis                                                                       | 2020                                               | Georgios Stamatopoulos                      | 03.000                  |
| |           | 2.500 Jahre Schlacht bei den Thermopylen                                                               | 2020                                               | Georgios Stamatopoulos                      | 03.000                  |
| |           | Die Entwicklung der Karte von Griechenland – 1830, Der erste griechische Staat, Theodoros Kolokotronis | 2021                                               |                                             | 04.000                  |
| |           | Die Entwicklung der Karte von Griechenland – 1864, Ionische Inseln, Ioannis Kapodistrias               | 2021                                               |                                             | 04.000                  |
| |           | Die Entwicklung der Karte von Griechenland – 1881, Thessalien und Epirus (Arta), Rigas Feraios         | 2021                                               |                                             | 04.000                  |
| |           | Die Entwicklung der Karte von Griechenland – 1913, Mazedonien, Pavlos Melas                            | 2021                                               |                                             | 04.000                  |
| |           | Die Entwicklung der Karte von Griechenland – 1913, Kreta, Eleftherios Venizelos                        | 2021                                               |                                             | 04.000                  |
| |           | Die Entwicklung der Karte von Griechenland – 1913, Epirus, Athanasios Tsakalof                         | 2021                                               |                                             | 04.000                  |
| |           | Die Entwicklung der Karte von Griechenland – 1920, Thrakien, Georgios Vizyinos                         | 2021                                               |                                             | 04.000                  |
| |           | Die Entwicklung der Karte von Griechenland – 1947, Dodekanes, Despina Achladioti                       | 2021                                               |                                             | 04.000                  |
| |           | 80 Jahre Schlacht um Kreta                                                                             | 2021                                               |                                             | 02.500                  |
| |           | Historiker – Xenophon                                                                                  | 2022                                               |                                             | 01.500                  |
| |           | Der Mechanismus von Antikythera                                                                        | 2022                                               |                                             | 01.500                  |
| |           | Philhellenen – Karl von Normann-Ehrenfels                                                              | 2023                                               |                                             | 02.000                  |
| |           | Griechische Kultur – Die automatische Dienerin des Philo                                               | März 2023                                          |                                             | 02.000                  |
| |           | Griechische Kultur – Mathematiker – Euklid                                                             | Juni 2023                                          |                                             | 01.500                  |
| |           | Thales                                                                                                 | 20. Februar 2024                                   |                                             | 02.000                  |
| |           | Archimedische Schraube (Farbmünze)                                                                     | 20. März 2024                                      |                                             | 02.000                  |
| |           | Philhellenen – Charles Nicolas Fabvier (Farbmünze)                                                     | 15. April 2024                                     |                                             | 01.500                  |
| |           | 20 Jahre seit den olympischen Spielen in Athen (Farbmünze)                                             | 8. Juli 2024                                       |                                             | 02.000                  |
| |           | 20 Jahre seit dem Gewinn der Fußball-Europameisterschaft 2004 (Farbmünze)                              | 8. Juli 2024                                       |                                             | 02.000                  |
| |           | Märtyrerdörfer und -städte                                                                             | 17. Dezember 2024                                  |                                             | 05.000                  |
| Material: 92,5 % Silber, 7,5 % Kupfer – Durchmesser: 38,61 mm – Masse: 31,1 g – Rand: glatt – Bestandteile im Programm der Europastern-Münzserie |           | |                                                    |                                             |                         |
| |           | Zeitalter von Eisen und Glas – 160. Todestag von Dionysios Solomos                                     | 16. März 2017                                      | Georgios Stamatopoulos                      | 5.000                   |
| |           | Barock und Rokoko – 270. Geburtstag von Adamantios Korais                                              | 12. März 2018                                      | Georgios Stamatopoulos                      | 5.000                   |
| |           | Renaissance – El Greco                                                                                 | 20. Mai 2019                                       | Georgios Stamatopoulos                      | 5.000                   |
| |           | Gotik – Alexios I. Komnenos                                                                            | 2020                                               | Georgios Stamatopoulos                      | 5.000                   |
| |           | Lord Byron – Philhellenismus                                                                           | 30. April 2022                                     |                                             | 2.000                   |

### 20 Euro
| Abbildung                                                                              | Abbildung | Thema der 20-Euro-Münze        | Ausgabedatum     | Entwurf der Wertseite / Entwurf der Bildseite | Auflage Polierte Platte |
| Wertseite                                                                              | Bildseite | Thema der 20-Euro-Münze        | Ausgabedatum     | Entwurf der Wertseite / Entwurf der Bildseite | Auflage Polierte Platte |
| -------------------------------------------------------------------------------------- | --------- | ------------------------------ | ---------------- | --------------------------------------------- | ----------------------- |
| Material: 92,5 % Silber, 7,5 % Kupfer – Durchmesser: 37 mm – Masse: 24 g – Rand: glatt |           |                                |                  |                                               |                         |
|                                                                                        |           | 75 Jahre Bank von Griechenland | 3. November 2003 | Nikos Nikolaou                                | 15.000                  |

Die Münze zum 75-jährigen Bestehen der Nationalbank Bank von Griechenland wurde ab dem 3. November 2003 zunächst nur an Angestellte der Bank herausgegeben. 8.000 Goldmünzen werden ab dem 21. Juni 2012 zum Preis von 90 Euro öffentlich verkauft.

### 50 Euro
| Abbildung                                                              | Abbildung | Thema der 50-Euro-Münze                                                 | Ausgabedatum       | Entwurf der Wertseite / Entwurf der Bildseite | Auflage Polierte Platte |
| Wertseite                                                              | Bildseite | Thema der 50-Euro-Münze                                                 | Ausgabedatum       | Entwurf der Wertseite / Entwurf der Bildseite | Auflage Polierte Platte |
| ---------------------------------------------------------------------- | --------- | ----------------------------------------------------------------------- | ------------------ | --------------------------------------------- | ----------------------- |
| Material: 99,99 % Gold – Durchmesser: 14 mm – Masse: 1 g – Rand: glatt |           |                                                                         |                    |                                               |                         |
|                                                                        |           | Archäologische Stätten Griechenlands – Pella                            | 10. Dezember 2012  | Georgios Stamatopoulos                        | 4.000                   |
|                                                                        |           | Archäologische Stätten Griechenlands – Tiryns                           | 11. November 2013  | Georgios Stamatopoulos                        | 1.000                   |
|                                                                        |           | Archäologische Stätten Griechenlands – Kykladen                         | 25. November 2014  | Maria Antonatou / Georgios Stamatopoulos      | 1.000                   |
|                                                                        |           | Archäologische Stätten Griechenlands – Delphi                           | 31. August 2015    | Maria Antonatou / Georgios Stamatopoulos      | 1.000                   |
|                                                                        |           | Archäologische Stätten Griechenlands – Olympia                          | 24. Juni 2016      | Maria Antonatou / Georgios Stamatopoulos      | 1.500                   |
|                                                                        |           | Archäologische Stätten Griechenlands – Minoische Kultur auf Kreta       | 18. September 2017 | Maria Antonatou / Georgios Stamatopoulos      | 1.500                   |
|                                                                        |           | Archäologische Stätten Griechenlands – Kap Sounion                      | 8. Oktober 2018    | Maria Antonatou / Georgios Stamatopoulos      | 1.500                   |
|                                                                        |           | Archäologische Stätten Griechenlands – Heraion von Samos                | 8. Oktober 2019    | Maria Antonatou / Georgios Stamatopoulos      | 1.500                   |
|                                                                        |           | Archäologische Stätten Griechenlands – Messene                          | 2020               | Maria Antonatou                               | 1.500                   |
|                                                                        |           | Archäologische Stätten Griechenlands – Portara von Naxos                | 2021               |                                               | 1.500                   |
|                                                                        |           | Archäologische Stätten Griechenlands – Das antike Theater von Epidauros | 2022               |                                               | 1.500                   |
|                                                                        |           | Kulturerbe – Delos                                                      | 17. Oktober 2023   |                                               | 1.500                   |
|                                                                        |           | Kulturerbe – Apollontempel bei Bassae                                   | 22. Mai 2024       |                                               | 1.200                   |

### 100 Euro
| Abbildung                                                                                             | Abbildung | Thema der 100-Euro-Münze                                                        | Ausgabedatum       | Entwurf der Wertseite / Entwurf der Bildseite | Auflage Polierte Platte |
| Wertseite                                                                                             | Bildseite | Thema der 100-Euro-Münze                                                        | Ausgabedatum       | Entwurf der Wertseite / Entwurf der Bildseite | Auflage Polierte Platte |
| --- | --------- | ------------------------------------------------------------------------------- | ------------------ | --------------------------------------------- | ----------------------- |
| Material: 99,99 % – Durchmesser: 25 mm – Masse: 10 g – Rand: glatt                                    |           |                                                                                 |                    |                                               |                         |
| |           | XXVIII. Olympische Sommerspiele in Athen – Königspalast von Knossos             | 3. März 2003       | Panagiotis Gravvalos / Konstantinos Kazakos   | 26.582                  |
| |           | XXVIII. Olympische Sommerspiele in Athen – Stadion von Olympia                  | 2. Juni 2003       | Panagiotis Gravvalos / Konstantinos Kazakos   | 18.432                  |
| |           | XXVIII. Olympische Sommerspiele in Athen – Panathinaiko-Stadion                 | 1. September 2003  | Panagiotis Gravvalos / Konstantinos Kazakos   | 17.924                  |
| |           | XXVIII. Olympische Sommerspiele in Athen – Zappeion                             | 3. November 2003   | Panagiotis Gravvalos / Konstantinos Kazakos   | 16.440                  |
| |           | XXVIII. Olympische Sommerspiele in Athen – Akropolis (Athen)                    | 1. März 2004       | Panagiotis Gravvalos / Konstantinos Kazakos   | 18.242                  |
| |           | XXVIII. Olympische Sommerspiele in Athen – Akademie von Athen                   | 1. März 2004       | Panagiotis Gravvalos / Konstantinos Kazakos   | 16.380                  |
| |           | XXVIII. Olympische Sommerspiele in Athen – Entfachung des olympischen Feuers    | 15. Juni 2004      | Panagiotis Gravvalos / Konstantinos Kazakos   | 10.000                  |
| |           | XXVIII. Olympische Sommerspiele in Athen – Ankunft der Fackel im Olympiastadion | 15. Juni 2004      | Panagiotis Gravvalos / Konstantinos Kazakos   | 10.000                  |
| Material: 91,7 % Gold, 5,3 % Silber, 3 % Kupfer – Durchmesser: 22,05 mm – Masse: 7,98 g – Rand: glatt |           |                                                                                 |                    |                                               |                         |
| |           | Special Olympics 2011 in Athen                                                  | 20. Juni 2011      | Georgios Stamatopoulos                        | 1.000                   |
| |           | 100. Jahrestag der Befreiung von Thessaloniki                                   | 5. November 2012   | Georgios Stamatopoulos                        | 1.500                   |
| |           | 100. Jahrestag des 1. Balkankrieges                                             | 5. November 2012   | Georgios Stamatopoulos                        | 1.500                   |
| Material: 99,99 % – Durchmesser: 17,5 mm – Masse: 3,89 g – Rand: glatt                                |           |                                                                                 |                    |                                               |                         |
| |           | Griechische Mythologie – Die Olympischen Götter – Zeus                          | 17. September 2014 | Maria Antonatou / Georgios Stamatopoulos      | 1.000                   |
| |           | Griechische Mythologie – Die Olympischen Götter – Hera                          | 22. September 2015 | Maria Antonatou / Georgios Stamatopoulos      | 1.000                   |
| |           | Griechische Mythologie – Die Olympischen Götter – Poseidon                      | 24. Juni 2016      | Maria Antonatou / Georgios Stamatopoulos      | 1.200                   |
| |           | Griechische Mythologie – Die Olympischen Götter – Athene                        | 19. Juni 2017      | Maria Antonatou / Georgios Stamatopoulos      | 1.200                   |
| |           | Griechische Mythologie – Die Olympischen Götter – Apollon                       | 19. September 2018 | Maria Antonatou / Georgios Stamatopoulos      | 1.200                   |
| |           | Griechische Mythologie – Die Olympischen Götter – Demeter                       | 3. Juli 2019       | Maria Antonatou / Georgios Stamatopoulos      | 1.200                   |
| |           | Griechische Mythologie – Die Olympischen Götter – Hermes                        | 2020               | Maria Antonatou                               | 1.200                   |
| |           | Griechische Mythologie – Die Olympischen Götter – Aphrodite                     | 2021               |                                               | 1.200                   |
| |           | Griechische Mythologie – Die Olympischen Götter – Ares                          | 2022               |                                               | 1.200                   |
| |           | Griechische Mythologie – Die Olympischen Götter – Artemis                       | 11. Juli 2023      |                                               | 1.200                   |
| |           | Griechische Mythologie – Die Olympischen Götter – Hephaistos                    | 15. Oktober 2024   |                                               | 1.200                   |

### 200 Euro
| Abbildung                                                                                             | Abbildung | Thema der 200-Euro-Münze                     | Ausgabedatum      | Entwurf der Wertseite / Entwurf der Bildseite | Auflage Polierte Platte |
| Wertseite                                                                                             | Bildseite | Thema der 200-Euro-Münze                     | Ausgabedatum      | Entwurf der Wertseite / Entwurf der Bildseite | Auflage Polierte Platte |
| --- | --------- | -------------------------------------------- | ----------------- | --------------------------------------------- | ----------------------- |
| Material: 91,6 % Gold, 4,2 % Kupfer, 4,2 % Silber – Durchmesser: 28 mm – Masse: 17 g – Rand: glatt    |           |                                              |                   |                                               |                         |
| |           | 75 Jahre Bank von Griechenland               | 3. November 2003  | Nikos Nikolaou                                | 1.000                   |
| Material: 91,7 % Gold, 5,3 % Silber, 3 % Kupfer – Durchmesser: 22,05 mm – Masse: 7,98 g – Rand: glatt |           |                                              |                   |                                               |                         |
| |           | Griechische Medizin – Hippokrates            | 26. November 2013 | Georgios Stamatopoulos                        | 1.200                   |
| |           | Griechische Philosophen – Aristoteles        | 7. Juli 2014      | Georgios Stamatopoulos                        | 0.600                   |
| |           | Griechische Philosophen – Archimedes         | 23. April 2015    | Georgios Stamatopoulos                        | 0.750                   |
| |           | Griechische Philosophen – Demokrit           | 31. Mai 2016      | Georgios Stamatopoulos                        | 1.000                   |
| |           | Griechische Philosophen – Diogenes           | 26. April 2017    | Georgios Stamatopoulos                        | 1.000                   |
| |           | Griechische Geschichtsschreiber – Herodot    | 28. Juni 2018     | Georgios Stamatopoulos                        | 1.000                   |
| |           | Griechische Geschichtsschreiber – Thukydides | 18. April 2019    | Georgios Stamatopoulos                        | 0.750                   |
| |           | Perserkriege                                 | 2020              | Georgios Stamatopoulos                        | 0.750                   |
| |           | Flaggen von Griechenland – 1814              | 2021              |                                               | 1.000                   |
| |           | Flaggen von Griechenland – 1821              | 2021              |                                               | 1.000                   |
| |           | Flaggen von Griechenland – 1822              | 2021              |                                               | 1.000                   |
| |           | Flaggen von Griechenland – 1978              | 2021              |                                               | 1.000                   |
| |           | 100 Jahre Kleinasiatische Katastrophe        | 13. März 2022     |                                               | 0.750                   |
| |           | 100. Geburtstag von Maria Callas             | 2023              |                                               | 0.750                   |
| |           | 150. Geburtstag von Pinelopi Delta           | 2024              |                                               | 0.750                   |

Die Münze zum 75-jährigen Bestehen der Nationalbank Bank von Griechenland wurde ab dem 3. November 2003 zunächst nur an Angestellte der Bank herausgegeben. 600 Goldmünzen wurden ab dem 21. Juni 2012 zum Preis von 2.100 Euro öffentlich verkauft.